# Alba Alonso de Quesada
Alba Alonso de Quesada, née le 17 août 1924 et morte le 18 novembre 2020 est une avocate et universitaire hondurienne qui joue un rôle central dans le développement des droits des femmes et des politiques anti-corruption dans son pays. Elle est également la première femme à devenir avocate au Honduras et la première femme à occuper le poste de secrétaire du ministère du Travail. Tout au long de sa carrière, elle œuvre pour des réformes juridiques visant à aider les enfants, les familles, les femmes et la classe ouvrière, en faisant pression pour des réformes de l'éducation et en fournissant une aide juridique bénévole. Elle est l'une des forces motrices qui ont créé la Commission de transition pour évaluer la corruption dans les établissements d'enseignement ; elle a dirigé la Commission de transparence et d'éthique dans l'élaboration de politiques de transparence pour l'université nationale autonome du Honduras (UNAH). Douze ans après la conclusion de leurs réformes, en 2017, Alonso reçoit un doctorat honorifique de l'UNAH et l'année universitaire 2017 lui est consacrée par le ministère de la Culture du Honduras.

## Biographie

### Origines, études et débuts militants
Alba Alonso Cleaves est née en 1924 à Tegucigalpa, au Honduras, de Cecilia de Jesús Cleaves et Agustín Alonzo,. Après avoir terminé ses études primaires à l'Escuela República del Paraguay de Tegucigalpa, elle fréquente l'École normale des jeunes femmes, également dans la capitale, où elle obtient une licence d'enseignement. Avec un groupe d'amis qui cherchent des carrières professionnelles en droit, médecine et pharmacie, elle entre à l'université nationale autonome du Honduras (UNAH). En 1946, elle obtient un baccalauréat en sciences juridiques de la faculté de droit de l'UNAH mais n'est pas autorisée à exercer, car à l'époque, les femmes ne sont pas considérées comme des citoyennes au Honduras et la profession n'est ouverte qu'aux hommes. L'incapacité d'exercer sa profession d'avocate l'amène à rejoindre le mouvement des femmes et à faire pression en faveur d'une réforme juridique visant à protéger les droits des femmes et des familles.
Rejoignant la Federación de las Asociaciones Femeninas de Honduras (Fédération des associations féminines du Honduras, FAFH), lors de sa fondation en 1951, Alonso parcourt le pays avec les militantes Alejandrina Bermúdez Milla (es) et Regina Mendoza de Martin pour éduquer les femmes sur leurs devoirs et droits civiques,. Elles créent des succursales de la FAFH dans tous les départements du pays et lancent une pétition pour accorder des droits aux femmes, qui est soumise au Parlement en 1952. Même si sa tentative échoue, deux ans plus tard, le groupe soumet une deuxième pétition, qui est acceptée. En 1955, les femmes qui savent lire obtiennent le droit de vote et la citoyenneté, et les membres de la FAFH créent dans la capitale la branche locale de la Commission interaméricaine des femmes (espagnol : Comisión Interamericana de Mujeres, CIM). Victoria Buchard est nommée déléguée du Honduras auprès de l'organisme international et Alonso est choisie comme secrétaire du groupe local. Le CIM, en coordination avec la FAFH, crée l'École des services sociaux en 1957 et l'année suivante fait pression pour la création du Conseil national de la protection sociale. Les deux organisations sont conçues pour permettre aux femmes de participer aux processus politiques et aux services sociaux offerts à la nation.

### Carrière professionnelle et politique
Dès que les femmes obtiennent le droit de plaider, Alba Alonso de Quesada retourne immédiatement étudier pour devenir avocate (abogado) et spécialiste du droit des contrats (notario), obtenant le droit d'exercer le droit en 1958. Elle épouse Arturo Quesada Galindo, ingénieur, devenu recteur de l'UNAH de 1963 à 1969. Le couple a trois enfants : Rosa María, Roberto Arturo et María Guadalupe. Alonso commence sa carrière en travaillant avec des femmes marginalisées dans les quartiers urbains de Tegucigalpa, pratiquant le droit de la famille. Offrant souvent une aide juridique gratuite, elle fait pression pour qu'une législation protège les droits des enfants, des familles et des femmes. En 1962, après un premier coup d'État militaire, elle est nommée secrétaire du ministère du Travail par le président Ramón Villeda Morales,, la première fois qu'une femme occupe ce poste. Lorsque Villeda est renversée par un deuxième coup d'État, elle est nommée en 1964 secrétaire de l'Office de la culture, du tourisme et de l'information par le président Oswaldo López Arellano,.
En 1972, Alba Alonso de Quesada est cheffe de la Commission de réforme de l'éducation au Honduras et fait pression en faveur de réformes nationales pour garantir l'accès des femmes à l'éducation. Elle publie Towards a Cultural Policy for Honduras en 1977, évaluant les développements culturels et juridiques dans le pays depuis l'époque précoloniale jusqu'aux années 1970 ; elle contribue à l'élaboration d'une législation visant à protéger le patrimoine culturel. Parmi les postes publics qu'elle occupe tout au long de sa carrière figurent notamment celui de procureure au tribunal pénal, de sous-secrétaire à l'Éducation, de directrice du département de planification de l'éducation du ministère de l'Éducation et de conseillère juridique auprès du ministère de la Culture. Elle joue un rôle déterminant dans la rédaction de nombreuses lois, notamment la révision du Code de la famille, la loi sur le VIH/SIDA, la loi pour le développement alternatif de l'éducation non formelle et la loi sur l'Institut pour l'enfance et la famille.
En 1994, elle se mobilise pour éliminer les préjugés sexistes dans la terminologie juridique puis, en 1998, elle contribue à la création de l'Institut national des femmes, un bureau qui réglemente et promeut les droits humains des femmes. En 2000, Alonso est l'une des rédactrices de la loi sur l'égalité et les chances, qui est présentée au Parlement par Norma Marina García et Soad Salomón de Facusse et qui, après son adoption, formalise la base juridique de l'égalité des femmes et des hommes, et crée un objectif des quotas pour les femmes à tous les niveaux politiques de gouvernance. Elle est également directrice du bureau des services juridiques de la FAFH pendant de nombreuses années.
En tant que membre du Conseil de transition de l'UNAH, Alba Alonso de Quesada travaille avec une équipe d'avocats pour apporter de la transparence à la gestion de l'université, et joue un rôle déterminant en poussant le législateur à adopter la loi organique de l'université en 2004. En collaboration avec Norma Cecilia Martín de Reyes, Alonso dirige la Commission de transparence et d'éthique, qui soulève des problèmes de corruption à l'université, identifiant plus de 100 comptes bancaires utilisés à l'époque, ainsi que des politiques secrètes visant à protéger les cadres dirigeants de l'institution,. Entre 2005 et 2008, la Commission de transition évalue le personnel et l'administration, les normes académiques et les règles de gouvernance, rédigeant de nouvelles règles pour la structure universitaire à tous les niveaux. Ils rédigent des politiques universitaires visant à protéger l'autonomie et la laïcité de l'université, ainsi que le droit à l'enseignement public et supérieur pour tous les Honduriens. En rencontrant le personnel de la bibliothèque, Alonso est également l'une des auteurs du Règlement sur les ressources d'information.
En 2017, l'UNAH déclare que l'année universitaire lui est consacrée, reconnaissance accordée depuis 2008 par le ministère de la Culture pour mettre en valeur des personnalités importantes du développement du Honduras. Simultanément, Alonso reçoit un diplôme honorifique de l'UNAH en reconnaissance de sa contribution aux droits des femmes et des enfants, à l'éducation et à la profession juridique dans le pays. En prenant la parole lors de la cérémonie de présentation, Alonso réitère son engagement, à 94 ans, dans la lutte mondiale pour éliminer les barrières qui conduisent les femmes à la subordination et souligne que les femmes doivent continuer à lutter pour leur liberté et le contrôle de leur propre corps et de leur libre arbitre.

## Décès
De Quesada meurt le 18 novembre 2020 à l'âge de 96 ans.